# Paraisaria
Paraisaria Samson & B.L. Brady – rodzaj grzybów z rodziny Ophiocordycipitaceae.

## Systematyka i nazewnictwo
Pozycja w klasyfikacji według Index Fungorum: Ophiocordycipitaceae, Hypocreales, Hypocreomycetidae, Sordariomycetes, Pezizomycotina, Ascomycota, Fungi.
Takson utworzyli R.A. Samson i B.L. Brady w 1983 r.
Gatunki występujące w Polsce:
- Paraisaria gracilis (Grev.) Luangsa-ard, Mongkols. & Samson 2019 – tzw. maczużnik wysmukły

Nazwy naukowe według Index Fungorum, wykaz gatunków według internetowej listy.